# Borda del Rei (partida rural)
La Borda del Rei és una partida rural del terme municipal de Conca de Dalt, a l'antic terme de Toralla i Serradell, al Pallars Jussà, en territori que havia estat del poble de Toralla.
És a la dreta del barranc de Mascarell, al sud de la Costa del Toll. És al sud-est de la partida de Font de Joanet i al sud de Raidonal, al nord de Gargallans, al vessant nord-est de la Serra de Ramonic.